# Le Secret de Wilhelm Storitz
Le Secret de Wilhelm Storitz est un roman de science-fiction de Jules Verne, paru en 1910.

## Historique
L'œuvre originale est écrite par Jules Verne vers 1898, mais ne sera publiée qu'en 1910 dans une version remaniée par son fils Michel Verne. Une version du manuscrit de Jules Verne a été retrouvée en 1977 et publiée, pour la première fois, en 1985 par la Société Jules-Verne.
Avertissement : les commentaires suivants concernent la version de 1910.

## Résumé
L'histoire se passe à Ragz (Hongrie) en 1757. Le Français Henri Vidal vient rejoindre son frère Marc pour assister au mariage de celui-ci avec Myra Roderich. Mais la fête est troublée par l'Allemand Wilhelm Storitz, bien décidé à se venger d'avoir été éconduit. Or, Wilhelm possède un secret qui le rend très puissant : il peut se rendre invisible après avoir ingurgité une boisson de sa création.

## Les personnages
- Wilhelm Storitz : 35 ans, chimiste allemand, fils d'Otto Storitz.
- Henri Vidal : 33 ans, ingénieur de la Compagnie du Nord des chemins de fer[2].
- Marc Vidal : 28 ans, artiste peintre, son frère.
- Myra Roderich : 20 ans, fiancée de Marc Vidal.
- Haralan Roderich : 28 ans, capitaine de l'Infanterie des Confins militaires, frère de Myra.
- M. Roderich : 50 ans, médecin à Ragz, père de Myra.
- Mme Roderich : 45 ans, mère de Myra.
- Otto Storitz : père de Wilhelm Storitz, auteur de travaux géniaux sur les rayons X, décédé.
- Heinrich Stepark : chef de police de Ragz.
- Hermann : serviteur de Wilhelm Storitz.
- Armgard : lieutenant, ami d'Haralan Roderich.
- M. Neuman : juge de Ragz.

## Quelques clés

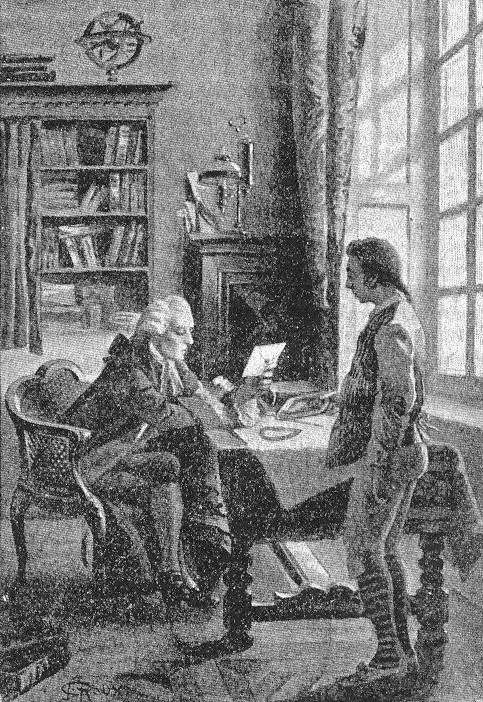

Le roman traite, d'une manière personnelle à Jules Verne, du même sujet que le roman de Herbert-Georges Wells, L'Homme invisible, paru en 1897. Si le sujet est le même, le traitement en est différent. Alors que Wells s'attache à décrire son héros, Griffin, de l'extérieur, à montrer tous les inconvénients que procure l'invisibilité, Jules Verne présente le point de vue des victimes soumises à une vengeance implacable et mystérieuse. Cette approche apporte à l'œuvre une tension supplémentaire. Le narrateur, Henri Vidal, présente une vision subjective des événements et peut ainsi nous faire partager son inquiétude, sa colère, son désarroi et l'affolement de tous. On gagne alors en suspense ce que l'on perd en réalisme et en logique. D'autant qu'ici l'invisibilité est totale : à la différence de Griffin, Storitz réussit à dissimuler ses vêtements.
Le contexte historique n'est pas non plus à négliger. Henri Vidal, porte-parole probable de Jules Verne, exprime son respect pour la nation hongroise (Magyars) et son mépris pour les Prussiens.
« C'est un Allemand ? repris-je.

À n'en point douter, monsieur Vidal, et je pense même qu'il l'est deux fois, car il doit être Prussien.

Eh ! C'est déjà trop d'une !, m'écriai-je »
L'attitude de Jules Verne est commune à de nombreux Français de cette époque où France et Hongrie maintiennent des liens très forts tandis que le ressentiment envers l'Allemagne (qui s'est emparée de l'Alsace-Lorraine) est intense.
Fidèle à la ligne directrice des Voyages extraordinaires, Jules Verne, dans ce roman, nous fait découvrir la Hongrie, son histoire et ses monuments.

## Dernier manuscrit envoyé à Hetzel
Le Secret de Wilhelm Storitz a vraisemblablement été écrit en deux temps : un premier jet vers 1897, peut-être après la lecture d'un compte rendu de l'ouvrage de Wells, L'Homme invisible (1897) ; puis, plus tard, vers 1901, le roman est soigneusement revu et corrigé. Des pages entières sont biffées et un nouveau texte s'inscrit en marge, d'une écriture assez ferme. Malgré les ratures, ajouts et corrections, ce manuscrit contient moins que d'autres les habituelles rayures, faites à tort ou oubliées, dues à la mauvaise vue de l'auteur à la fin de sa vie. On se trouve donc devant un texte accompli, prêt à l'impression.
Conscient de la qualité de son récit fantastique, Verne hésite pourtant à le confier à Hetzel, craignant ses réactions :
« Au lieu de l'Invisible (Storitz), dont je vous avais parlé, je préfère vous adresser Maître après Dieu (Maître du Monde) ».
Le 27 septembre 1904, sentant sa fin proche, l'écrivain tient à voir paraître Storitz pour les étrennes 1905, avec L'Invasion de la mer :
« Mer saharienne (L'Invasion de la mer) sera suivi du Secret de Storitz, un volume chacun, que je désire voir publier de mon vivant ».
En décembre 1904, Hetzel se rend à Amiens pour voir Verne et, après avoir entendu le sujet de Storitz, pense qu'il conviendrait peu au Magasin d'éducation et de récréation et qu'il faudrait s'entretenir de son mode de publication, c'est-à-dire une parution en feuilleton dans un journal pour adultes.
En attendant le choix de cette parution préoriginale, Jules Verne, en février 1905, renonce à l'envoi de Storitz :
« Je vous enverrai prochainement le nouveau manuscrit. Ce ne sera probablement pas celui dont je vous ai parlé, L'Invisible, mais Le Phare du bout du monde, à la dernière pointe de la Terre de Feu ».
Hetzel trouve excellent le titre du Phare et regrette de l'accoler à L'Invasion de la mer, « autre titre à succès ». Aussi demande-t-il à Verne un manuscrit de remplacement. L'écrivain, déjà très malade, comprend que l'éditeur désire sa Fiancée invisible et s'empresse de lui transmettre le volume, le 5 mars, soit 19 jours avant sa mort, avec quelques lignes explicatives :
« Puisque vous préférez Le Secret de Storitz, je vous l'enverrai mercredi et vous le recevrez jeudi. Storitz, c'est l'invisible, c'est du pur Hoffmann, et Hoffmann n'aurait pas osé aller si loin. Il y aura peut-être un passage à adoucir pour le Magasin, car le titre de cet ouvrage pourrait être aussi La Fiancée invisible ».
Mais le 24 mars, Jules Verne meurt et le manuscrit de Storitz reste entre les mains de son éditeur.

## Modifications de Michel Verne
Michel Verne, en adaptant le roman de son père, effectue deux modifications fondamentales.
Tout d'abord, il change le temps de l'histoire. Jules Verne la situait au XIXe siècle. Sur l'insistance de Louis-Jules Hetzel, Michel Verne obtempère et le ramène un siècle auparavant. Plus tard, il ne comprend toujours pas et écrit à son éditeur :
« Pour Storitz, vous avez désiré cette chose considérable que le Temps du roman fût changé. Je n'ai jamais vu et je ne vois pas encore grand intérêt à cela. Néanmoins, je me suis conformé à vos vues sans difficulté, ce qui a exigé la refonte totale du livre et la chasse à tous les mots modernes, tels que kilomètres, grammes, francs, facteur, etc. Peut-être en reste-t-il encore !. ».
Il en reste, en effet. D'ailleurs, Jules Verne a rarement quitté le cadre du XIXe siècle pour ses œuvres. Il n'y a dérogé que pour deux romans sur la Révolution française (Le Comte de Chanteleine et Le Chemin de France), pour trois autres situés au XXe siècle (Paris au XXe siècle, évidemment, mais aussi L'Île à hélice et Maître du Monde -  pour ces deux derniers romans, aucune date n'est vraiment fixée), enfin pour quelques nouvelles. Par ailleurs, fait passé inaperçu, l'année 1757 est une année de guerre pour la France : la guerre de Sept Ans entamée l'année précédente. Le roman originel a été composé pour se dérouler en période de paix : la fin du XIXe siècle.
La seconde modification importante concerne la fin du roman. En effet, Michel Verne impose une issue optimiste: il fait réapparaître Myra Roderich, à la suite de son accouchement, qui peut désormais couler des jours heureux auprès de son mari. Or, dans la version de Jules Verne, Myra, rendue invisible par le philtre que Storitz lui a fait boire, le reste à jamais. Fin très mélancolique, où on ne la voit plus réellement qu'à travers le portrait peint par son fiancé, Marc Vidal. Mais aussi fin terrible, quand on pense que Storitz, mort, la possède à jamais.
Autre changement notable de Michel Verne. Lors du mariage à l'église de Myra Roderich et de Marc Vidal, Wilhelm Storitz, invisible et debout sur les marches de l'autel, jette les alliances vers l'assemblée. Dans la version de Jules Verne, c'est l'hostie consacrée qui est arrachée des mains du vieux prêtre, déchirée et jetée à travers le chœur, ce qui rend la scène plus choquante encore pour ces catholiques rassemblés.
Depuis 1996, il est désormais possible de retrouver la version originale de Jules Verne.

## Adaptation
Ce roman a été adapté pour la télévision de l'ORTF en 1967 par Éric Le Hung sur un scénario de Claude Santelli, dans le cadre de l'émission de télévision Le Théâtre de la jeunesse, avec pour acteurs principaux Jean-Claude Drouot, Michel Vitold, Bernard Verley et Pascale Audret. Ce téléfilm introduit certaines scènes tirées du Château des Carpathes.
Cette adaptation est incluse dans un coffret 2 DVD édité en 2012 par l'INA dans sa collection Les Inédits fantastiques. Le coffret propose également Les Indes noires de Marcel Bluwal et Maître Zacharius de Pierre Bureau
Le roman a été également adapté en bande dessinée par Bertrand Solet et François Bourgeon, parue dans Pif Parade en 1979.

## Éditions
- Jules Verne (ill. George Roux), Le Secret de Wilhelm Storitz, Paris, Collection Hetzel, 1910, 312 p. (lire en ligne).
- Société Jules-Verne. 1985.
- Éditions Internationales Alain Stanké (Canada). 1996.
- Éditions de l'Archipel. 1996.
- Gallimard-Folio. 1999.